# اندیس خاک صنعتی جنوب شرق آهوانو (دامغان)
خاک صنعتی جنوب شرق آهوانو (دامغان) یک اندیس غیرفلزی است که در حوالی شهر دامغان استان سمنان قرار دارد و مادهٔ معدنی موجود در آن، خاک صنعتی است.  